# Møntskatten fra Tamdrup
Møntskatten fra Tamdrup er et depotfund fra 1000-tallet, som blev fundet i 2013 nær Tamdrup Kirke nordvest for Horsens i Jylland.
Møntskatten blev fundet af en amatørarkæolog med metaldetektor, og den består af 28 hele og 30 halverede mønter slået med Svend Estridsen (1047-1074) som motiv og flere andre mønter bl.a. Otto-Adelheid-Pfennig. De var gravet ned i nærheden af et stolpehul til et hus.